# Šhara
Šhara (gruzijsko შხარა) je najvišji vrh Gruzije. Leži v regiji Svanetiji na gruzijsko-ruski meji, 88 kilometrov severno od mesta Kutaisi, drugega največjega gruzijskega mesta. Vrh leži v osrednjem delu gorovja Visoki Kavkaz, jugovzhodno od Elbrusa, najvišje gore Evrope. Šhara je tretji najvišji vrh na Kavkazu, tik za Dih-Tauom.
Šhara je vrh in vzhodno sidro 12 km dolgega grebena, znanega kot Bezengijska stena. Je velik, strm vrh na močno zaledenelem območju in predstavlja planincem resne izzive. Njegova severna stena (na ruski strani) je visoka 1500 metrov in vsebuje več klasičnih težkih poti. Pomemben podvrh območja je Zahodna Šhara s 5068 m, ki je sam po sebi plezalni cilj, prehod celotne Bezingijske stene pa velja za »najdaljšo, najbolj naporno in najbolj zahtevno odpravo v Evropi«.
Na vrh so prvič povzpeli leta 1888 po severovzhodni slemenski poti in to britansko-švicarska skupina U. Almer, J. Cockin in C. Roth. Ta pot je še vedno ena izmed lažjih in bolj priljubljenih poti na gori. Prvi popoln prehod Bezingijske stene so leta 1931 opravili Avstrijci K. Poppinger, K. Moldan in S. Schintlmeister.
Šhara je priljubljen cilj tudi slovenskih alpinističnih odprav.